# متحف ماساتشوستس للفن المعاصر
متحف ماساتشوستس للفن المعاصر (بالإنجليزية: Massachusetts Museum of Contemporary Art)‏ ويُعرف اختصارا باسم ماس موكا (بالإنجليزية: MASS MoCA)‏، هو مُتحف يقع في مُجمع مباني مصنع أرنولد برينت ووركس السابق الواقع في مدينة نورث آدمز بولاية ماساتشوستس الأمريكية. يُعد المتحف من أكبر المتاحف [الإنجليزية] المُتخصصة في الفنون البصرية المعاصرة والفُنون التعبيرية في الولايات المتحدة.
بُني المُجمع بواسطة شركة أرنولد برينت ووركس، وقد كانت الشركة تُشغل المُجمع خلال الفترة من 1860 وحتى 1942، ثُم شغلته شركة سبراغ إليكتريك [الإنجليزية] بعد ذلك لفترة من الزمن. عند افتتاحه سنة 1999، كان المتحف يضُم داخله 19 معرضًا ويمتد على مساحة 100,000 قدم2 (9,300 م2). جرت توسعة المتحف عدة مرات، أولها كان توسعة المبنى 7 في 2008، وتدشين المبنى 6 في مايو 2017 بمساحة تُقدر بحوالي 130 ألف قدم مربع.
بالإضافة إلى صالات العرض ومساحات العروض المسرحية، يُؤجر المتحف كذلك جُزءا من مرافقه لأغراض تجارية. ابتداءا من 2002، أصبح يُقام في المتحف سنويا معهد بانغ أون آ كان الصيفي [الإنجليزية]، وهُو برنامج مُوجه للمُلحنين المُبتدئين من جميع أنحاء العالم، تتخلله حفلات موسيقية في صالات العرض لمُدة ثلاثة أسابيع خلال فصل الصيف.
يُعد متحف ماساتشوستس للفن المعاصر ومعهد كلارك للفنون ومتحف كلية ويليامز للفنون [الإنجليزية] أهم 3 متاحف فنية في ولاية ماساتشوستس.

## موقع المتحف وتاريخه

### أرنولد برينت ووركس
بُنيت المباني التي يُشغلها حاليا متحف ماساتشوستس للفن المعاصر خلال الفترة من 1870 وحتى 1900 على يد شركة أرنولد برينت ووركس. تجدر الإشارة إلى أن هذه المباني لم تكُن أول ما بُني بهذه المنطقة، حيث أنه خلال الحقبة الاستعمارية، كانت ورش صناعية صغيرة تقع في هذا الموقع الاستراتيجي بين الضفتين الشمالية والجنوبية لنهر هوسيك [الإنجليزية]. في 1860، قرر الأخوين أرنولد تأسيس شركتهم لإنتاج الأقمشة في موقع المتحف الحالي بشارع مارشال ستريت. انطلقت أعمال الشركة سنة 1862، وقد نمت مداخيلهم بسُرعة مُستفيدين من العقود الحكومية الكبيرة التي أبرموها خلال الحرب الأهلية لتزويد جيش الاتحاد بالقُماش.
في ديسمبر 1871، اندلع حريق في مصنع أرنولد برينت ووركس وتضررت 8 من مباني الشركة بشكل كبير. بدأت أعمال الترميم والتجديد مُباشرة بعد إخماد الحرائق، وقد استمرت لغاية سنة 1874. على الرغم من الكساد الذي عرفته الولايات المتحدة خلال سبعينيات القرن التاسع عشر، اشترت شركة أرنولد برينت ووركس قطعة أرضية إضافية على طول نهر هوسيك، وشيدت عليها مبانٍ جديدة. بحلول سنة 1900، كانت قد شُيدت كُل المباني الحالية للمُجمع ما عدا مبنى واحد.

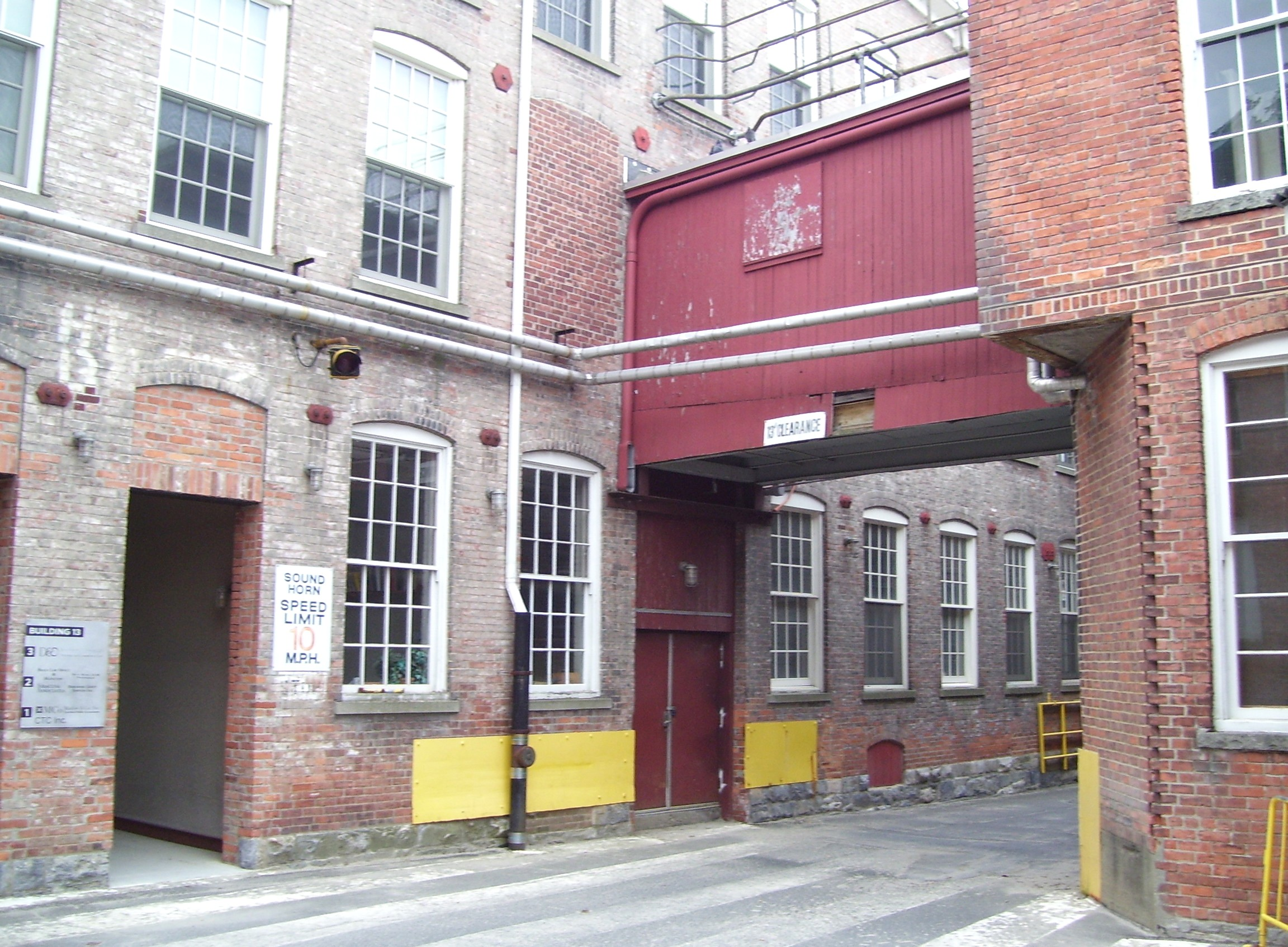
لا تزال المباني مُحافظة على تصميمها على الرغم من تحويلها لمتحف للفنون.

بلغت أعمال الشركة ذروتها سنة 1905، حيث كانت تُشغل حينها أكثر من 3000 عامل، وكانت واحدة من الشركات العالمية الرائدة في إنتاج الأقمشة. كانت الشركة تُنتج أسبوعيا ما طوله 580 ألف ياردة أو 330 ميلاً من الأقمشة. كان للشركة كذلك مكاتب وفروع في نيويورك وباريس. إلى جانب نشاطها في إنتاج الأقمشة، توسعت شركة أرنولد برينت ووركس وشيدت مرافق إضافية لإنتاج المواد الخام التي تحتاجها.
في 1942، اضطرت شركة أرنولد برينت ووركس لإغلاق أبوابها ومُغادرة نورث آدامز، وذلك بسبب انخفاض أسعار القماش، فضلاً عن الآثار الاقتصادية لفترة الكساد الكبير.

### شركة سبراغ إليكتريك
اشترت شركة سبراغ إليكتريك [الإنجليزية] التي يملكها روبرت سبراغ ابن المُخترع والضابط الأمريكي فرانك سبراغ مُجمع شركة أرنولد برينت ووركس، واستغلته لتوسيع نشاطها في إنتاج المكثفات الكهربائية. خلال الحرب العالمية الثانية، كانت الشركة تعمل على مدار الساعة، ووظفت عمالة كبيرة من الإناث، ليس فقط بسبب نقص عدد الرجال لظروف الحرب، ولكن أيضًا لأنهُن يُتقنن صناعة المُكثفات الصغيرة الملفوفة يدويًا. إلى جانب تصنيع المُكونات الكهربائية، كان لدى شركة سبراغ قسم كبير خاص بالبحث والتطوير.
بلغ نشاط الشركة ذروته خلال فترة السيتنيات، حيث كانت الشركة تُشغل حوالي 4،137 عاملاً. كان المصنع عبارة عن مدينة داخل مدينة أخرى، حيث كان جميع العُمال تقريبا من نفس المدينة. كانت الشركة في نشاطها مُكتفية ذاتيًا بالكامل تقريبًا، حيث أقامت داخل المُجمع محطة إذاعية وأوركسترا ومدرسة مهنية ومكتبة أبحاث ومركز رعاية وعيادة ومتجر بقالة ونادي رماية.
في الثمانينيات، بدأت الشركة تواجه صعوبات خصوصا مع التغيرات العالمية في صناعة الإلكترونيات. كانت المُكونات الإلكترونية تُنتج بتكلفة أقل في بعض الدول الآسيوية، الأمر الذي أثر بالسلب على نشاط الشركة واضطرت إلى بيع وإغلاق مصنعها سنة 1985. أدى هذا الأمر إلى حالة تدهور اقتصادي حادة في صفوف سكان المدينة.
كان المُجمع مدرجًا ضمن قائمة المواقع المُلوثة والخطرة. أُدرج المجمع سنة 1985 في السجل الوطني للأماكن التاريخية.

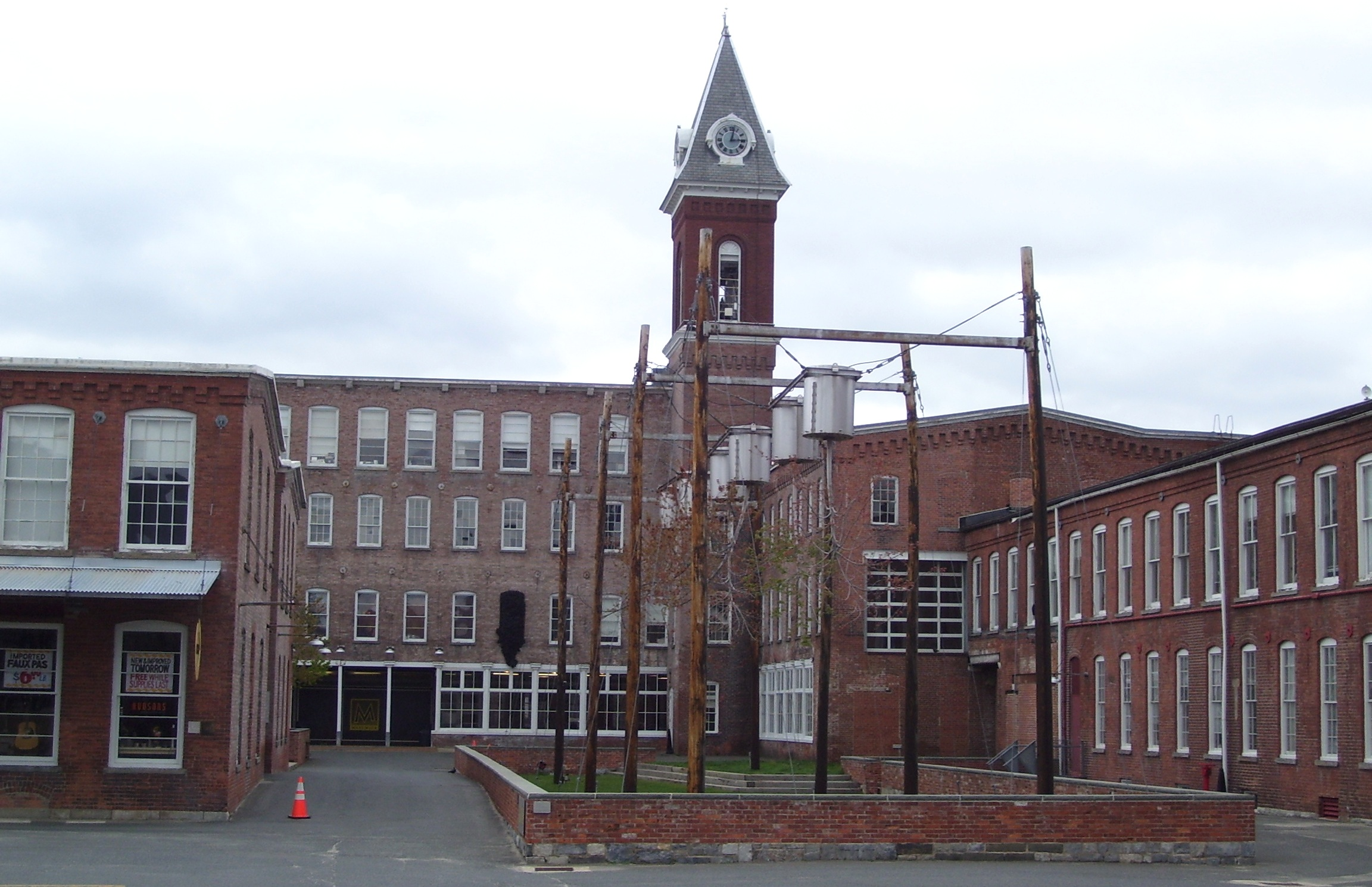
المدخل الرئيسي للمتحف يعلوه برج ناقوس على اليمين (2012).

### متحف ماساتشوستس للفن المعاصر
بدأ تطوير متحف ماساتشوستس للفن المعاصر بعد عام من تخلي شركة سبراغ إليكتريك عن المُجمع. في سنة 1986، أتت مجموعة من مُوظفي متحف كلية ويليامز للفنون [الإنجليزية] إلى المُجمع في مُحاولة منها لإيجاد مكان لعرض أعمال فنية من الفن الحديث والمعاصر، لم يسمح حجمها بعرضها في متحف الكلية. كان رئيس بلدية نورث آدامز الشخص الذي وجههم نحو مجمع شارع مارشال، وبعدما قاموا بجولة استكشافية سريعة لمرافق المُجمع، تبين للمجموعة بأن المُجمع يُلبي جميع مُواصفات مُتحف كبير.
استغرقت عملية جمع التمويلات الكافية لإنشاء المُـحف عدة سنوات. خلال انتظارهم، ارتأت المجموعة إنشاء مكان للفنون المسرحية داخل المُجمع، وعدم الاقتصار فقط على إنشاء متحف جديد. حصل المشروع على تمويل بقيمة 18.6 مليون دولار من ولاية ماساتشوستس، بعد التماس تقدم به تحالف من العوام والخواص لحكومة الولاية بدعم المشروع. كذلك ساهم السكان المحليون والشركات بمبلغ 8 ملايين دولار في المشروع. في 1999، افتتح المتحف أبوابه للعموم.
صممت شركة برونر كوت وشركاؤه للهندسة المعمارية ومقرها في كامبريدج مشروع المتحف الجديد، وقد حصل هذا التصميم على أعلى درجات الشرف من قبل المعهد الأمريكي للمهندسين المعماريين والصندوق الوطني للحفظ التاريخي [الإنجليزية].
في 2015، انطلق برنامج آسيتس فور آرتيستس (بالإنجليزية: Assets for Artists)‏ داخل المتحف، وهُو برنامج يهدف لتوفير التدريب للفنانين والكُتاب على الأعمال التجارية. خلال ذات السنة أُسست مساحة مايكرز ميل (بالإنجليزية: Maker's Mill)‏، وهي مساحة عمل تعاونية تأسست لدعم الأعمال الحرفية بالمدينة

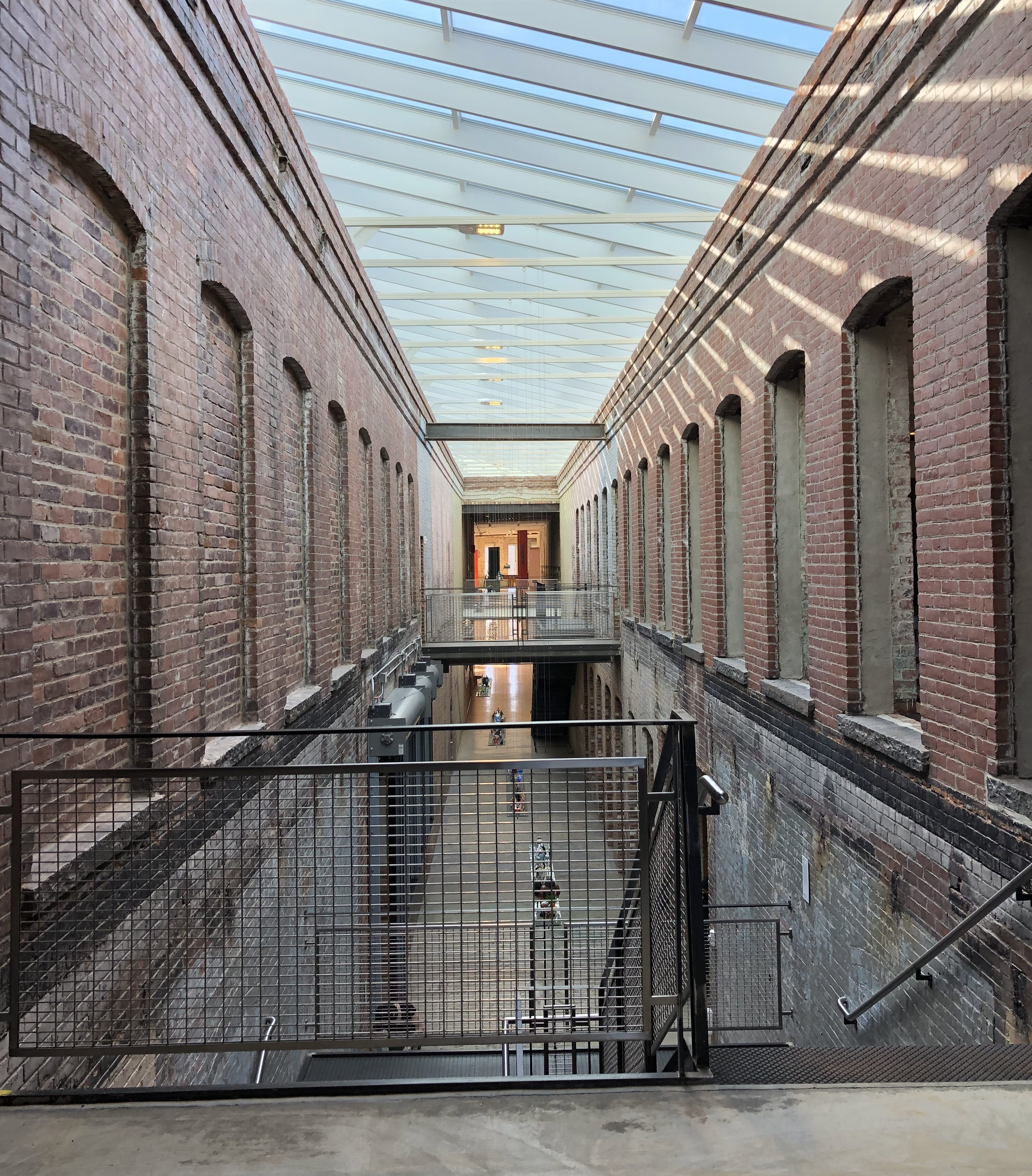
ردهة المبنى 6، بعد تجديد المبنى سنة 2017.

في 29 مايو 2017، افتُتح معرض جديد في المبنى 6، مُضيفًا حوالي 130,000 قدم مربع للمساحة الإجمالية للمُتحف.

## المعارض الحالية

### معرض سول ليفيت للجداريات
في 16 نوفمبر 2008، افتتح المتحف معرضًا للوحات الرسام سول لوفيت [الإنجليزية] بالشراكة مع معرض الفنون بجامعة ييل ومتحف كلية ويليامز للفنون [الإنجليزية]. يقع المعرض داخل مبنى وسط المُجمع ويمتد على مساحة 27,000-قدم-مربع (2,500 م2). تُعرض بالمعرض أكثر من 100 لوحة جدارية رسمها ليفيت خلال الفترة من 1968 إلى 2007، وسيستمر هذا العرض إلى غاية سنة 2033. صممت شركة برونر كوت وشركاؤه للهندسة المعمارية المعرض بالتعاون مع ليفيت. كما صمم ليفيت الموضع النهائي للوحاته قبل وفاته في أبريل 2007، ورُكبت الجداريات من قبل فريق من الرسامين خلال الفترة من 1 أبريل وحتى 30 سبتمبر 2008. اختارت مجلة تايم المعرض كأفضل معرض فني لسنة 2008.

### أنسليم كييفر
بالتعاون مع مُؤسسة هال آرت [الإنجليزية]، افتُتح داخل المتحف معرض لأعمال الرسام والنحات الألماني أنسليم كيفر. أهم هذه الأعمال هي "هي السفن الضيقة" (بالفرنسية: Etroits Sont Les Vaisseaux)‏ و"نساء الثورة" (بالفرنسية: Les Femmes De La Revolution)‏ و"فوليمير شليبنيكوف" (بالإنجليزية: Velimir Chlebnikov)‏، ويمتد المعرض على مساحة 10 آلاف قدم مربعة. سيفتح المعرض أروقته أمام الزوار خلال فصول الربيع والصيف والخريف من كُل سنة وإلى غاية سنة 2028.

### ناتالي جيرمينكو
يضُم المتحف أيضا معرض "منطق الشجرة" (بالإنجليزية: Tree Logic)‏ في الفناء الأمامي للمتحف. يرتكز المعرض على عرض التغييرات البطيئة والديناميكية لستة أشجار حية مع مرور الوقت.

### جيمس توريل
يضُم المتحف أيضا معرض "في النور" والذي تُعرض فيه أعمال الفنان جيمس توريل، ويقع المعرض في مبنى روبرت ويلسون.

## معارض سابقة

### مدن غير مرئية
يحمل هذا المعرض نفس اسم رواية للكاتب الإيطالي إيتالو كالفينو، ويتضمن أعمال عشرة فنانين هُم لي بول [الإنجليزية] وكارلوس غارايكوا وسوبهيب بيتش [الإنجليزية] وديانا الحديد وفرانشيسكو سيميتي وميها شتروكلي [الإنجليزية] وكيم فالير وماري لوم.

### أوه، كندا
يُعد هذا المعرض أكبر معرض للفن الكندي المُعاصر يتم خارج كندا. عُرضت خلال هذا المعرض أعمال أكثر من 60 فنانًا، أتوا من كل مقاطعة كندية وكل إقليم كندي تقريباً.
أبرز الفنانين المشارك:
- كيم آدامز
- شوفيناي آشونا  [لغات أخرى]‏
- دان بارو
- ريبيكا بيلمور  [لغات أخرى]‏
- شاري لويل  [لغات أخرى]‏
- بيل بورنس
- إريك كاميرون
- دوغلاس كوبلاند
- مايكل دي بروين  [لغات أخرى]‏
- مارسل دزاما  [لغات أخرى]‏
- مايكل فرنانديز  [لغات أخرى]‏
- نوام غونيك  [لغات أخرى]‏ ولويس جاكوب
- ديفيد هوفوس  [لغات أخرى]‏
- سارة آن جونسون
- غاري نيل كينيدي  [لغات أخرى]‏
- واندا كوب  [لغات أخرى]‏
- ميكا ليكسير  [لغات أخرى]‏
- كرايغ ليونارد
- كيلي مارك
- ريتا ماكهيو  [لغات أخرى]‏
- كريس ميلار
- كينت مونكمان  [لغات أخرى]‏
- كيم مورغان  [لغات أخرى]‏
- آني بوتوغوك  [لغات أخرى]‏
- نيد برات
- مايكل سنو
- تشارلز ستانكيفيتش  [لغات أخرى]‏
- هانز فيندت  [لغات أخرى]‏
- جانيت فيرنر

### الأراضي الوعرة: آفاق جديدة في المناظر الطبيعية
احتضن المتحف خلال الفترة من 24 مايو 2008 إلى 12 أبريل 2009 معرض "الآراضي الوعرة: آفاق جديدة في المناظر الطبيعية"، وهُو معرض للفن البيئي يعرض أعمال فنانين معاصرين اهتموا في لوحاتهم بالأرض وبالمخاوف البيئية التي تُهددها. ضم هذا المعرض عددا من الفنانين، على غرار من فون بيل [الإنجليزية] ونينا كاتشادوريان [الإنجليزية] وجاين مارشينغ [الإنجليزية] وروبرت آدامز وإدوارد روشا [الإنجليزية] ومارك بويل وميتشيل خواكيم ويوتاكا سون [الإنجليزية] وليلى داو [الإنجليزية] وغريغوري أوكليد [الإنجليزية] وجينيفر ستاينكامب [الإنجليزية].

### كريستوف بوخيل
في مايو 2007، دخل المتحف في نزاع قانوني مع الفنان السويسري كريستوف بوخيل [الإنجليزية]. تعاقد المُتحف مع بوخيل لإنشاء مُنشأة ضخمة تحمل اسم "ساحة تدريب من أجل الديمقراطية" داخل المُجمع. كان مُقررا للمُنشأة أن تشمل مسرحًا سينمائيًا وتسع حاويات شحن ومنزلا على طراز كيب كود [الإنجليزية] ومنزلا مُتنقلا وحافلة وشاحنة، لكن إنشاءها لم يكتمل. في 21 مايو 2007، تقدمت إدارة المتحف بشكوى من طرف واحد لدى في محكمة مقاطعة ماساتشوستس [الإنجليزية].
ادعى بوخيل بأن السماح للجمهور بمُشاهدة مشروعه وهُو لا زال غير مُكتمل من شأنه أن يسيء بسُمعته، وبأن دلك ينتهك حقوق الطبع والنشر الخاصة به، وينتهك حقوقه الأخلاقية الممنوحة له بموجب قانون الولايات المتحدة، وتحديداً قانون الفنانين التشكيليين لسنة 1990. عكس ادعاء بوخيل، زعمت إدارة المتحف بأن بوخيل لم يستجب لطلبات المُتحف بالحضور وإزالة عمله. في 21 سبتمبر 2007، حكم القاضي مايكل بونسور [الإنجليزية] بعدم وجود انتهاكات لحقوق الطبع والنشر الخاصة ببوخيل، وبعدم وجود أي ضرر في عرض عمل غير مكتمل طالما تم وصفه بوضوح على هذا النحو. أشار القاضي بونسور إلى أنه من المُحتمل ألا يُنظر إلى رأيه على أنه يشكل سابقة قانونية. على الرغم من منح المتحف الإذن لعرض أعمال بوخيل الفنية دون موافقته، إلا أنه اختار عدم القيام بذلك.
استأنف بوخيل الحُكم، وفي يناير 2010 ألغت محكمة الاستئناف الحُكم الابتدائي، وحكمت بأن قانون حقوق الفنانين التشكيليين ينطبق أيضا على الأعمال الفنية غير المُكتملة، وأن مطالب بوخيل قابلة للتطبيق بموجب هذا القانون، وأيضا بأن المتحف انتهك حقه الحصري بعد عرضه لأعمال الفنان علانية.

## المُدراء
- 1999-2021: جو تومسون.
- من 2021 إلى الآن: كريستي إدموندز.[28]

### مصدر عام
- Trainer, Jennifer (ed.); Whitman, Nicholas (photographer), MASS MoCA: From Mill to Museum. North Adams: MASS MoCA Publications, 2000.

## وصلات خارجية
- الموقع الرسمي
- صُور للمُتحف